# 巴特法灵博斯特尔
巴特法灵博斯特尔（德語：Bad Fallingbostel，發音：[baːt ˌfalɪŋˈbɔstl̩] ⓘ）是德国下萨克森州海德县的城市，也是海德县的县治，面积63.7平方千米，2023年12月31日人口为12,119人。